# Sala Burton

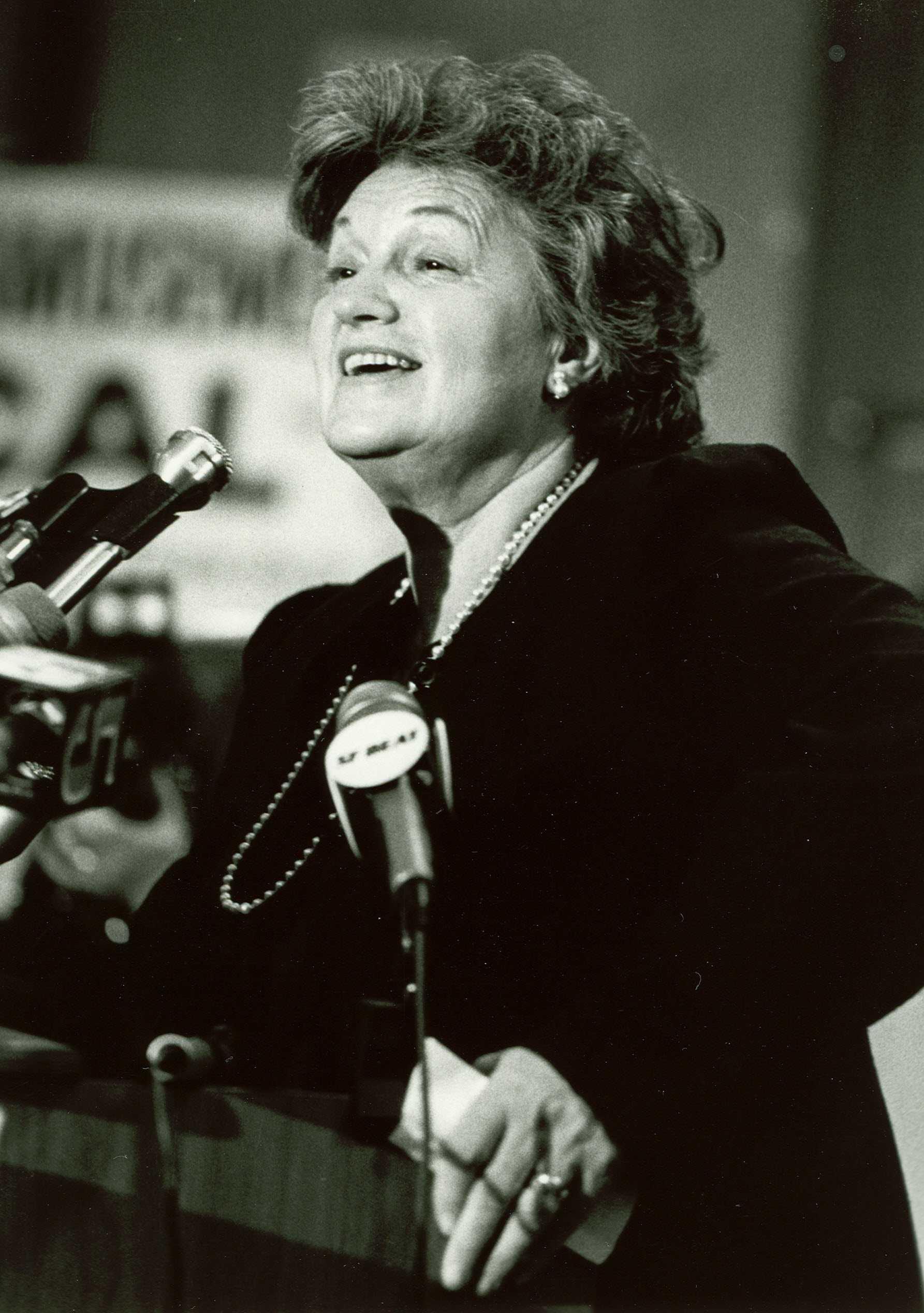
Sala Burton

Sala Galante Burton, geborene Galante (* 1. April 1925 in Białystok, Polen; † 1. Februar 1987 in Washington, D.C.) war eine US-amerikanische Politikerin. Von 1983 bis 1987 vertrat sie den Bundesstaat Kalifornien im US-Repräsentantenhaus.

## Werdegang
Sala Galante kam als 14-Jährige mit ihrer Familie aus Polen nach San Francisco. Ihre jüdischen Eltern hatten das Land 1939 noch vor dem Einmarsch der deutschen Truppen zu Beginn des Zweiten Weltkrieges verlassen. Sala Galante besuchte in Kalifornien öffentliche Schulen und studierte anschließend an der University of San Francisco. Gleichzeitig begann sie als Mitglied der Demokratischen Partei eine politische Laufbahn. Zwischen 1948 und 1950 war sie Abteilungsdirektorin des California Public Affairs Institutes, von 1951 bis 1954 fungierte sie als Vizepräsidentin des California Democratic Council. Schließlich leitete sie in den Jahren 1957 bis 1959 das demokratische Frauenforum von San Francisco. In den Jahren 1956, 1976, 1980 und 1984 nahm sie als Delegierte an den jeweiligen Democratic National Conventions teil.
Anfang der 1950er Jahre lernte sie ihren späteren Ehemann und zukünftigen Kongressabgeordneten Phillip Burton kennen. Durch ihre Heirat wurde sie auch die Schwägerin von John Burton, der ebenfalls Kongressabgeordneter für Kalifornien war. Nach dem Tod ihres Mannes im Jahr 1983 wurde Sala Burton bei der erforderlichen Nachwahl für den fünften Sitz von Kalifornien als dessen Nachfolgerin in das US-Repräsentantenhaus gewählt. Nach zwei Wiederwahlen verblieb sie bis zu ihrem Tod am 1. Februar 1987 im Kongress. Ihr Mandat fiel an Nancy Pelosi.